# Атари, Гали
Гали (Авигаиль) Атари (ивр. גלי עטרי‎; род. 29 декабря 1953, Реховот) — израильская певица и актриса, победительница конкурса песни Евровидение 1979 года.

## Биография
Родилась в семье выходцев из Йемена. Училась в религиозной школе. В 1974 году она уехала в США и в течение года работала бэк-вокалисткой на бродвейской сцене. В 1971 и 1976 годах представляла Израиль на Всемирном фестивале популярной песни в Японии. Работала стюардессой в израильской авиакомпании «Эль-Аль».
Впервые участвовала в национальном отборочном конкурсе к Евровидению в 1977 году, а в следующем году заняла на нём первое место. Стала победителем конкурса песни Евровидение, проходившем в Иерусалиме с песней «Hallelujah», исполненной ей совместно с группой «Milk and Honey». После этого возобновила сольную карьеру, которая продолжается и в настоящее время.
За исполнение главной роли в фильме «Полоса» в 1978 году была удостоена в Израиле звания «Актриса года». В 1979 году сыграла главную роль в фильмах «Ансамбль» и «Дизенгофф 99». В 1998-99 годах играла в телесериале «Семья Азани».

## Семья
- Йона Атари (ум. в 2019 году) — сестра, израильская певица и актриса.
- Шош Атари (ум. в 2008 году) — сестра, радио- и телеведущая.